# François-Médard Racine

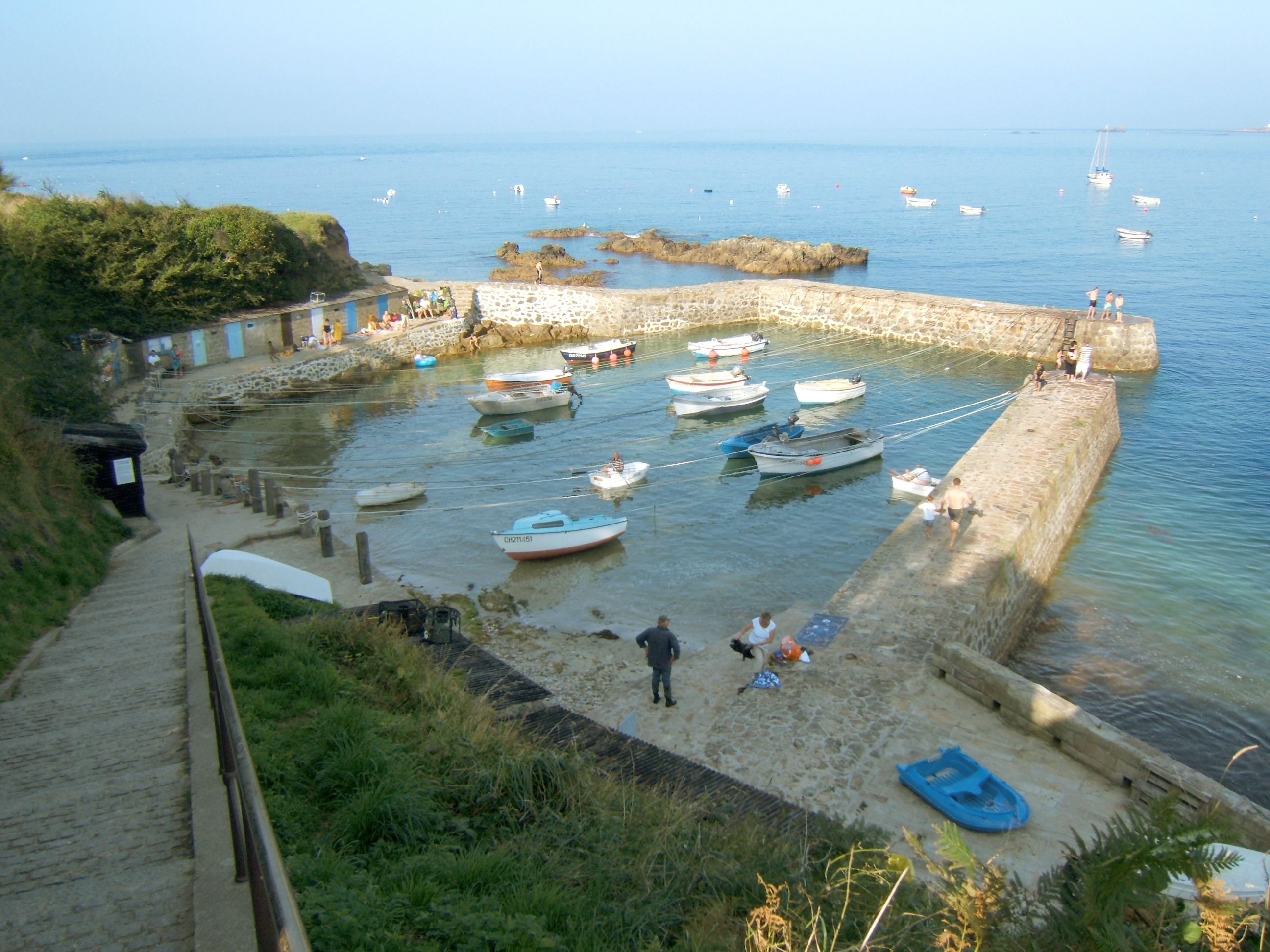
Port Racine, dans l'anse Saint-Martin à Saint-Germain-des-Vaux, porte le nom de François-Médard Racine.

François-Médard Racine, né le 9 juin 1774 à Notre-Dame d'Allonne, mort en juin 1817 au large du Cotentin, est un corsaire français. 
Mousse à 15 ans, il appareille pour la Martinique, puis Saint-Domingue, avant de s'installer à Camaret. 
Après plusieurs séjours dans les geôles anglaises, il prend le commandement de l’Anarcharsis en mai 1812, puis de l'Embuscade en février 1813, pour faire la course. Il mouille dans l'anse Saint-Martin à Saint-Germain-des-Vaux, et fait construire une jetée qui devient plus tard le Port Racine, et s'installe dans une maison au-dessus, à l'emplacement de l'actuel hôtel L'Erguillère. 
Il achète ensuite L'Aimable Annette puis La Bonne Annette, et commande successivement L’Hirondelle (1816), Le Voyageur, L'Actif, Les Trois Amis. 
Il meurt en juin 1817, à bord de la Petite Catherine, en route pour Guernesey.